# Močilno
Močilno este o localitate din comuna Radeče, Slovenia, cu o populație de 109 locuitori.